# Pielhof (Moosbach)
Pielhof ist ein Gemeindeteil des Marktes Moosbach im Oberpfälzer Landkreis Neustadt an der Waldnaab, Bayern.

## Geographische Lage
Die Einöde Pielhof liegt dreieinhalb Kilometer nordöstlich von Moosbach.

## Geschichte
In Pielhof gab es 1336 einen Hof, der im Salbuch des Klosters Sankt Emmeram in Regensburg verzeichnet war und zur Verwaltung der Propstei Böhmischbruck gehörte.
1562 wurde in Pielhof ein wieder aufgebauter Hof schriftlich erwähnt.
Im Österreichischen Erbfolgekrieg hatte die Gegend um Pielhof
sehr unter der österreichischen Armee unter Führung von Feldmarschall Franz Leopold von Nádasdy
zu leiden.
Zum Stichtag 23. März 1913 (Osterfest) wurde Pielhof als Teil der Filiale Burkhardsrieth, gehörig zur Pfarrei Pleystein, mit einem Haus und sieben Einwohnern aufgeführt.
Am 31. Dezember 1990 hatte Pielhof sechs Einwohner und gehörte zur Expositur Burkhardsrieth der Pfarrei Pleystein.